# Фрументи
Фрументи (frumenty, frumentee, furmity, fromity или fermenty) — блюдо из пшеницы наподобие каши в средневековой кухне Западной Европы. Его готовили из дроблёного зерна, отсюда название, которое происходит от латинского слова frumentum, «зерно». Фрументи обычно готовили из дроблёной пшеницы, сваренной либо с молоком, либо с бульоном, оно было основным продуктом питания крестьян. Более изысканные и праздничные рецепты включали яйца, миндаль, изюм, сахар, шафран и воду из цветков апельсина. Фрументи подавалось с мясом в качестве похлёбки, традиционно с олениной или даже с мясом дельфина (считающимся «рыбой» и поэтому подходящим для Великого поста). Более дорогие варианты фрументи готовились для знати и дворян. Блюдо также часто использовали как антреме, промежуточное блюдо на банкете.

## История

### В Англии
Флоренс Уайт, основательница Ассоциации английской народной кулинарии, написала в книге Good Things in England (1932), что фрументи — «старейшее национальное блюдо» Англии. На протяжении нескольких столетий фрументи входили в традиционную кельтскую рождественскую трапезу. Согласно данным Time’s Telescope 1822 года, в Йоркшире в канун Рождества:
"Подаётся ужин, из которого одним из блюд, от знатного особняка до самого скромного сарая, неизменно является «фурмети»; рождественский пирог, один из которых всегда делается для каждого члена семьи, и другие более существенные яства также добавляются. «Poor Robin» (серия английских сатирических альманахов XVII и XVIII веков) в Альманахе за 1676 год (о зимнем квартале), пишет: «…и наконец, кто бы не похвалил его, из-за Рождества, когда хорошее настроение так изобилует, как будто весь мир сделан из рубленых пирогов, плам-пудинга и фурмети (sic)».
Его часто ели в Материнское воскресенье, четвёртое воскресенье Великого поста, поздней весной. В этот день многим слугам разрешалось навещать своих матерей, и им часто подавали фрументи, чтобы отпраздновать это событие и накормить их полезной едой, чтобы подготовить их к обратному пути. Использование яиц было бы короткой передышкой от поста. В Линкольншире фрументи ассоциировалось со стрижкой овец в июне. Один из авторов дневника вспоминал о своей юности в 1820-х годах, что «почти каждый фермер в деревне делал большое количество фрументи утром, когда они начинали стричь овец; и каждый ребёнок в деревне был приглашён отведать его». Вторая партия, лучшего качества, была произведена позже и развезена в вёдрах по всем домам в деревне.
Один из первых английских рецептов этого блюда описывается в кулинарной рукописи 1390 года «The Forme of Cury».

## Рецепты
Стив Рауд, библиотекарь и фольклорист, составил сборник «The English Year», включающий три рецепта фрументи. Они значительно различаются в зависимости от места и времени.
- Типичный метод приготовления заключался в том, чтобы запарить цельные зёрна пшеницы в воде, затем процедить и прокипятить в молоке, подсластить варёный продукт сахаром и приправить корицей и другими специями.
- Возьмите чистую пшеницу и разотрите её [раздробите её на мелкие кусочки[8]] в ступке так, чтобы вся шелуха отделилась, и варите её, пока она не лопнет, и выньте её и дайте ей остыть; и возьмите свежий бульон и сладкое миндальное молоко, или сладкое коровье молоко и выдержите все это, и возьмите желтки яиц. Немного прокипятите её и поставьте её и размешайте с жирной олениной и свежей бараниной[9].
- Сомерсет — Уилтшир : Около сорока лет назад [с неустановленной даты] сельские женщины в шалях и шляпах от солнца приезжали на рынок в Уэстон-сьюпер-Мэр на маленьких тележках, везя маленькие миски с молодой пшеницей, сваренной до состояния желе, которое помещалось в большой горшок с молоком, яйцами и изюмом и слегка обжаривалось; полученную смесь разливали в формы для пирогов и подавали в воскресенье середины Великого поста и в течение следующей недели. В Девайзесе до сих пор готовят фрументи на Материнское воскресенье.

Во французском «Парижском хозяине» (1393) рекомендуется очищенные зёрна пшеницы или ячменя отварить в молоке с добавлением яиц, добавить для цвета шафран и имбирь для вкуса. Подавать такое фрументи можно к любой пище.

## Похожие блюда
Блюдо из варёной дроблёной пшеницы и кислого молока готовилось в Древней Персии и до сих пор используется, часто как основа для супа, в Греции и на Кипре (траханас), а также в Турции (тархана). Кутья — похожее праздничное восточноевропейское блюдо.